# Brown-Driver-Briggs
Pour les articles homonymes, voir BDB.
Le Brown-Driver-Briggs (ou BDB,  (ISBN 1-56563-206-0)) est un dictionnaire hébreu-anglais de référence pour l'étude de l'hébreu biblique. Il suit l'ordre alphabétique de l'hébreu, par racines trilittères. Il s'inspire du dictionnaire hébreu-allemand de Gesenius (1786-1842), traduit en anglais par Edward Robinson en 1836. Son titre complet est A Hebrew and English Lexicon of the Old Testament, 1891-1905.
Son principal auteur fut le théologien et philologue américain Francis Brown (1849-1916), avec la collaboration du linguiste anglais Samuel Rolles Driver (1846-1914) et du théologien et philologue américain Charles Augustus Briggs (1841-1913), d'où l'appellation de « Brown-Driver-Briggs ».